# Доміслав (Поморське воєводство)
Доміслав (пол. Domisław) — село в Польщі, у гміні Чарне Члуховського повіту Поморського воєводства.
Населення — 373 особи (2011).
У 1975-1998 роках село належало до Слупського воєводства.

## Демографія
Демографічна структура станом на 31 березня 2011 року:
|          | Загалом | Допрацездатний вік | Працездатний вік | Постпрацездатний вік |
| -------- | ------- | ------------------ | ---------------- | -------------------- |
| Чоловіки | 184     | 36                 | 134              | 14                   |
| Жінки    | 189     | 43                 | 113              | 33                   |
| Разом    | 373     | 79                 | 247              | 47                   |